# Cerkiew św. Mikołaja w Kilii
Cerkiew św. Mikołaja w Kilii – cerkiew prawdopodobnie z XVII wieku w Kilii.

## Historia

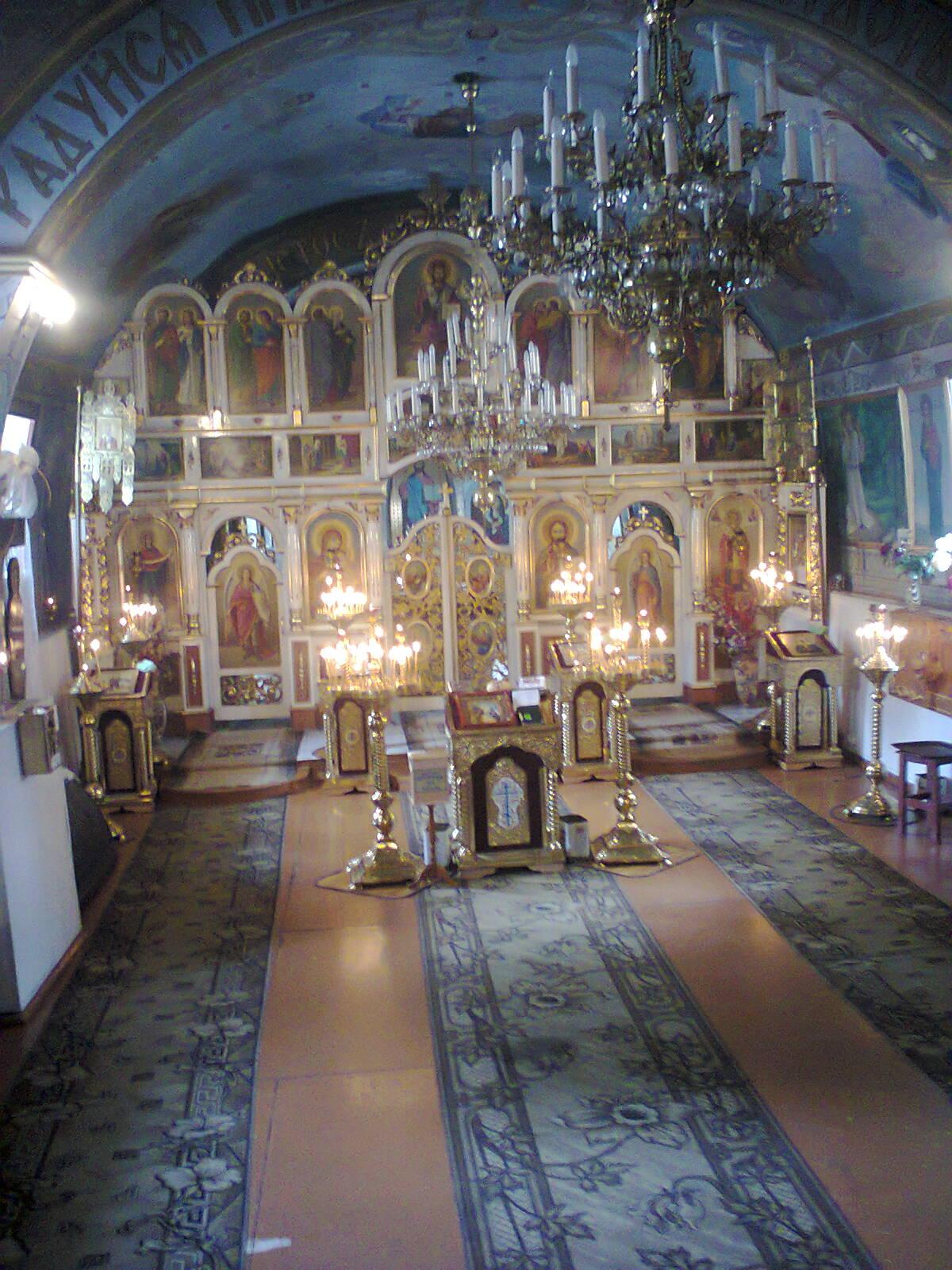
Wnętrze (2013)

Świątynia została wzniesiona według jednych źródeł w 1476 roku na miejscu starszej cerkwi św. Jana w czasie okupacji tureckiej, według legendy ludowej obiekt miał powstać w 1485 roku, natomiast wedle inskrypcji nad południowym wejściem cerkiew została założona 10 maja 1647 roku. Za czasów ZSRR budynek używano jako magazyn węgla oraz jako składowisko śmieci lub warzyw. Prace nad rewitalizacją obiektu trwały od lat 70. XX wieku, w 1992 roku odprawiono ponownie nabożeństwo w odnowionej świątyni. W 2019 roku rozpoczęto renowację elewacji.

## Architektura
Świątynia zbudowana z kamienia wapiennego i cegły, na planie prostokąta, z półkolistą apsydą. Nawa nakryta sklepieniem kolebkowym. Według jednej z teorii, z uwagi na tureckie wymogi stawiane przed budowniczymi kościołów chrześcijańskich, świątynia została wybudowana w zagłębieniu (2,1 m poniżej poziomu gruntu), aby nie przekraczać maksymalnej dopuszczalnej wysokości 2,5 m. Dzwonnica murowana, wzniesiona według projektu architekta Semeczkina.